# Cronobacter sakazakii
Cronobacter sakazakii és un bacteri del gènere Enterobàcter que pertany a la família Enterobacteriaceae. Definit com a espècie per Farmer et al. al 1980, va ser classificat i caracteritzat definitivament per Iversen et al. l'any 2007. Es tracta d'un bacil gramnegatiu, anaerobi facultatiu, fàcilment identificable per ser l'única espècie del gènere que forma colònies de coloració groga. Aquesta identificació es pot perfilar mitjançant proves bioquímiques i/o moleculars.
Aquest microorganisme es caracteritza per la gran capacitat de formar biofilms i la seva resistència a un ampli interval de temperatures i a la dessecació, la qual cosa li permet estar present en la llet en pols. Fent servir aquest aliment com a mitjà principal de transmissió, actua com a patogen oportunista emergent que causa malalties greus a nounats (com pot ser la meningitis bacteriana), podent portar, en molts casos, a la mort del nounat. Al llarg de la història, són bastants els brots alimentaris causats per aquest bacteri. La detecció d'aquesta infecció es realitza mitjançant cultiu al laboratori amb el suport d'altres tècniques bioquímiques i moleculars, així com altres proves hospitalàries complementàries. Un cop diagnosticat, es subministra un tractament amb antibiòtics d'ampli espectre, que es pot perfilar amb la realització de proves de resistència. Tot i així, la millor manera d'evitar futures infeccions és sempre aplicar les mesures de prevenció indicades. Cal fer ús dels criteris microbiològics encertats que s'aplicaran en tot el procés de producció, distribució i, també, en el tractament del producte alimentari per part del consumidor. Aquests criteris tracten d'assegurar l'absència d'aquest patogen oportunista en l'aliment.

## Taxonomia
Cronobacter sakazakii pertany al fílum Proteobacteria, a la classe Gammaproteobacteria, ordre Enterobacterales, família Enterobacteriaceae i gènere Cronobacter.Aquest gènere consta de 7 espècies encara que l'espècie més relacionada amb brots alimentaris és C. sakazakii.
La relació taxonòmica entre les diferents espècies de Cronobacter es va basar en estudis que van utilitzar tota la seqüència genètica d'ARN ribosòmic 16S, amb hibridació DNA-DNA, la identificació seqüencial de multilocus (MLST), la f-AFLP, i la tècnica del ribotyping. Com a resultat es va concloure que hi havia una nova espècie dins del gènere (Cronobacter sakazakii).

## Història
El primer aïllat conegut d'aquest bacteri es remunta a l'any 1950, quan una soca de la família de Enterobacteriaceae va ser aïllada d'una llauna de llet en pols. Aquesta soca va ser enviada i identificada a l' "England's National Collection of Type Cultures" (NCTC).Entre els anys 1950 i 1980 es van aïllar diferents microorganismes, tots ells referits sota l'expressió "Enterobacter cloacae amb pigment groc", que es podria considerar el primer nom donat a l'actual Cronobacter sakazakii.
L'any 1980, Farmer et al. van reclassificar tots aquests aïllats com una nova espècie, Enterobacter sakazakii, d'acord amb les normes del Codi Internacional de Nomenclatura de Procariotes i, per tant, donant-li un nom científic vàlid. Es va anomenar "Sakazakii" en reconeixement del microbiòleg japonès Riichi Sakazaki.
L'any 2007, Iversen et al. van proposar el nou gènere Cronobacter i van fer estudis genètics de les soques identificades, fins a aquell moment, com a Enterobacter sakazakii. L'espècie Enterobacter sakazakii es va reanomenar Cronobacter sakazakii, dins del gènere Cronobacter. Els bacteris inclosos en aquest gènere es caracteritzen per causar infeccions letals en nounats, per aquest motiu, es va anomenar aquest gènere com Cronobacter, en relació al deu grec Cronos, que matava i s'empassava als seus fills tan aviat com naixien.
Avui en dia, dins d'aquest gènere hi podem trobar 7 espècies diferents.

## Identificació
Cronobacter sakazakii és un bacil anaerobi facultatiu, gramnegatiu, oxidasa negatiu, catalasa positiu, redueix nitrats i generalment té α-D-glucosidasa. No forma espores, encara que és força resistent a estrès osmòtic i sequera i és un microorganisme mòbil ja que normalment presenta flagels.
Tenint en compte aquestes característiques, s'han desenvolupat diversos protocols per dur a terme l'aïllament i la caracterització de Cronobacter sakazakii. Els dos protocols més recents han estat desenvolupats per la FDA, l'Organització Internacional per a l'Estandardització i la Federació Nacional de Productes Làctics. El mètode de la FDA inclou una etapa de pre-enriquiment que dura entre 6-24h, seguida d'un enriquiment selectiu i un aïllament a partir del qual podem fer una identificació de les colònies gràcies a proves bioquímiques i mètodes moleculars com PCR, entre d'altres.

### Etapa de pre-enriquiment
En aquesta primera etapa, en la qual es tracta d'estimular el creixement de Cronobacter sakazakii, s'utilitza el brou específic d'enriquiment Cronobacter (CEB) que ajuda a disminuir el temps de detecció del bacteri, ja presenta característiques que afavoreixen la seva proliferació.

### Aïllament
A continuació del pre-enriquiment, es poden utilitzar diferents medis d'aïllament d'aquest microorganisme, per tal de seleccionar el creixement de les seves colònies en concret. Existeixen medis més generals com el medi Mc Conkey, que afavoreix el creixement d'enterobacteris. També es poden utilitzar medis cromogènics i altres més específics pel gènere Cronobacter basats en l'enzim α-glucosidasa i β-celobiosidasa com, per exemple, Leuschner-Bew agar, druggan Fosythe-Iversen agar o Kang Oh-agar. En aquests medis poden créixer més microorganismes del gènere Cronobacter i, per tant, caldrà identificar posteriorment les colònies.
En concret, el protocol de la FDA es basa en la utilització d'agar cromogènic DFI i agar R&F que s'incuba entre 18-24h. Normalment, s'identifiquen les colònies en placa, ja que Cronobacter sakazakii és l'única espècie del gènere que dona lloc a colònies grogues.

### Proves bioquímiques
A partir de colònies aïllades en placa es poden dur a terme diferents proves bioquímiques, per tal de caracteritzar l'aïllat, si es tracta de Cronobacter sakazakii, s'obtindran els següents resultats: 
| Prova                  | Resultat |
| ---------------------- | -------- |
| Catalasa               | +        |
| Oxidasa                | -        |
| Reducció de nitrats    | +        |
| Hidròlisi d'esculina   | +        |
| Fermentació de lactosa | +        |

A part d'aquestes proves, es poden dur a terme altres relacionades, principalment, amb el metabolisme de sucres. Això permetrà, per exemple, diferenciar C.sakazakii d'altres espècies del mateix gènere.

### Mètodes moleculars
Un dels mètodes més utilitzats per a la identificació de C.sakazakii a nivell molecular és la PCR. Normalment, es fa servir real time PCR (RT-PCR) per la detecció ràpida d'aquest microorganisme i, a més, permet dur a terme un recompte en mostres de llet pasteuritzada. És una tècnica ràpida i específica amb la qual s'obtenen resultats fiables. No obstant, en el protocol de la FDA s'estableix que s'ha de realitzar una PCR normal per duplicat a partir de mostra. Si qualsevol de les dues dona resultats positius s'ha de confirmar utilitzant els medis de cultiu adients, per contra, si els dos resultats són negatius, s'atura l'anàlisi.
També es poden utilitzar altres mètodes alternatius com whole-genome sequencing (WGS) que consisteix en l'extracció dels àcids nucleics presents en una mostra de llet, la preparació de les llibreries genòmiques i la posterior seqüenciació de tots els àcids nucleics. Això, permet fer una identificació fiable del microorganisme. No obstant, és una tècnica més costosa econòmicament pels laboratoris, ja que requereix d'unes instal·lacions específiques de preu molt elevat. Per altra banda, una altra tècnica que es pot utilitzar per a la identificació del microorganisme és la PFGE. Consisteix a deixar créixer les colònies, extreure el DNA i deixar-ho incubar amb enzims de restricció. Posteriorment, es fa una electroforesi en gel 1% agarosa i es visualitza el resultat sota llum UV. En funció dels patrons obtinguts en aquesta electroforesi, es poden identificar les diferents espècies de Cronobacter, entre elles C.sakazakii. Finalment, també mencionar la MLST que consisteix en identificar diferents al·lels d'uns determinats gens per saber quina espècie de Cronobacter tenim en la nostra mostra. En el cas de Cronobacter, s'utilitzen els següents gens: atpD, fusA, glnS, gltB, gyrB, infB.

## Ecologia
Cronobacter sakazakii es considera un bacteri ubic i mòbil, que es pot trobar en indrets molt variats com poden ser sòls, aigua, superfícies de vegetals, animals o en superfícies d'hospitals. Destaca, sobretot, la presència d'aquest gramnegatiu en els aliments, on actua com a contaminant ocasional. Aquest microorganisme ha estat aïllat en gran quantitat d'aliments, tant d'origen vegetal com animal i, fins i tot, en productes que han estat tractats (fumats, congelats, deshidratats...). És remarcable la seva presència en la llet en pols, on pot romandre present fins a 2 anys. Aquesta ubiqüitat es dona gràcies a la seva capacitat per formar biofilms, així com la seva gran resistència a la dessecació gràcies a la presència d'una càpsula bacteriana molt gruixuda. Aquesta facilitat per sobreviure en ambients secs ve acompanyada de la seva capacitat de créixer en un rang molt ampli de temperatures (entre 6 i 47 °C, tenint com a temperatura òptima 39 °C, tot i que això pot variar lleugerament entre soques).
Cronobacter sakazakii actua com un patogen oportunista que es transmet, principalment, a través dels aliments, causant malalties especialment en nadons, així com en adults immunocompromesos i gent gran. Tots ells coincideixen en presentar un sistema immunitari que no es troba en condicions òptimes.

## Patogènesi
Cronobacter sakazakii és el responsable d'infeccions que es donen principalment en nadons, sovint associades al consum de preparats infantils de llet en pols, amb una ràtio de mortalitat elevada (40–80%). En ser un patogen oportunista, també pot afectar adults immunodeprimits, amb un sistema immunitari més dèbil. Els grups d'alt risc, però, són els nounats prematurs on produeixen malalties com la meningitis bacteriana, la bacterièmia i l'enterocolitis necrotitzant. Cal destacar que la patogènesi d'aquest microorganisme continua sent pràcticament desconeguda i queda molta informació per conèixer, ja que encara no tenim models animals i eines genètiques adequades que es puguin aplicar.
En els diferents experiments en cultius de línies cel·lulars o bé en rates, s'han observat tres mecanismes principals que afavoreixen el desenvolupament de malalties: la invasió de cèl·lules intestinals, la supervivència en macròfags (pot arribar fins a 48 hores) i la invasió de la barrera hematoencefàlica. Aquests trets no només faciliten la propagació del bacteri pel cos de l'organisme, sinó que també és un mecanisme d'evasió de la resposta immunitària.

### Virulència
Cronobacter sakazakii es considera un patogen oportunista, que afecta sobretot a nens nounats i, en alguns casos, a adults immunodeprimits. En principi, no causa malaltia en individus sans. De fet, només produeix conseqüències clíniques greus, com meningitis o sepsis, quan és capaç d'arribar a les cèl·lules epitelials de l'intestí i infectar-les directament o bé travessar el teixit per disseminar-se en la sang. Per tal d'aconseguir-ho, el microorganisme utilitza un seguit de factors de virulència. Per l'anàlisi de la virulència d'aquest patogen, cal tenir en compte que els mètodes tradicionals no proporcionen molta informació. Per aquesta raó, s'utilitzen més tècniques de biologia molecular com la PCR, la seqüenciació del RNA o la infecció de línies de cultius cel·lulars intestinals (CACO-2) per observar l'efecte directe sobre les cèl·lules.
En diversos estudis, s'han analitzat fonamentalment els següents gens o proteïnes associades a la virulència del patogen: gens de biosíntesi de flagels, proteïnes de la membrana externa (destacant OmpA i OmpX), lipoproteïnes (ompW o tolC), metal·loproteasa amb zinc, hemolisines i adhesines, entre d'altres. Pel que fa als seus efectes i la seva relació amb la patogenicitat de l'enterobacteri, abans de tot, destacar que el procés d'infecció depèn de molts factors incloent el sistema immunitari de l'hoste i la soca del patogen amb tota la seva maquinària genètica, on es poden trobar molts més gens responsables. Encara calen d'estudis per saber exactament la funcionalitat d'aquests.

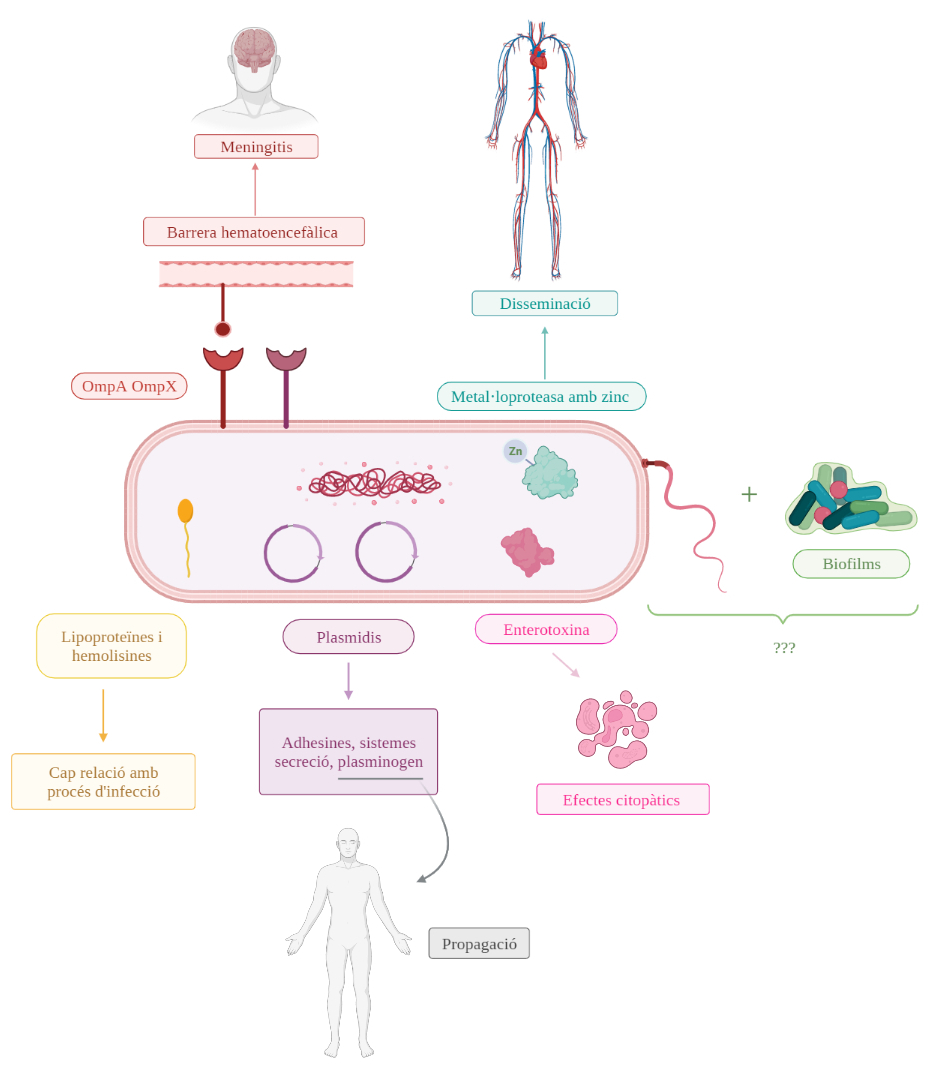
Mecanismes de virulència de Cronobacter sakazakii descrits fins ara. Imatge creada amb el programa BioRender.

Començant per les proteïnes OmpA i OmpX, ambdues proteïnes de la membrana externa, imprescindibles per la invasió i adhesió del patogen a les cèl·lules i per la seva translocació a òrgans més interns.De fet, en un experiment amb mutants de deleció, és a dir, microorganismes sense aquestes proteïnes, es va observar una menor invasió en cultius cel·lulars. Concretament la OmpA, s'ha descobert que és la responsable del creuament de la barrera hematoencefàlica abans de l'inici de la meningitis. A més de ser necessària per l'adhesió, actuant independentment de OmpX. D'altra banda, OmpX no només ajuda a la invasió, sinó que neutralitza alguns mecanismes de defensa del sistema immunitari, com el sistema de complement.
Amb relació a l'adhesió del patogen, s'han trobat dos mecanismes diferents. No obstant, hi ha variabilitat entre diferents soques dins de l'espècie i, fins i tot, es suggereix que poden estar implicats alguns receptors de l'hoste encara desconeguts. Per aquest motiu, calen investigacions per saber els mecanismes específics de les interaccions entre les proteïnes de membrana externa i els possibles receptors de l'hoste.
D'altres gens no en tenim molta informació. Per exemple, pel que fa a la metal·loproteasa amb zinc se sap que possiblement és important per la propagació del bacteri en la circulació. També s'han estudiat dels flagels com a factors de virulència. Però, així com la formació de biofilms, és un procés molt complicat i no s'ha associat amb una major capacitat adhesiva.
Tant les lipoproteïnes com l'hemolisina poden ser interessants per l'estudi de la infecció, ja que s'han trobat en altres microorganismes com Vibrio cholerae o Escherichia coli, respectivament, on estan implicades en el procés infectiu. Encara que en Cronobacter no s'ha trobat cap correlació.
Per altra banda, la seqüenciació del genoma va revelar la presencia de dos plasmidis que codifiquen diferents gens amb relació de virulència, com activadors de plasminogen, sistemes de secreció, hemaglutinina, adhesines, etc. D'entre tots, el plasminogen s'associa a un increment en la propagació i invasió de l'hoste. S'estableix una forta correlació entre l'existència de plasmidis i els trets de virulència. Es pensa que es va obtenir per transferència horitzontal de gens d'altres espècies, al trobar grups de gens relacionats amb resistències a antibiòtics.
Com moltes malalties relacionades amb l'alimentació, també es van detectar enterotoxines en experiments on es van observar els efectes citopàtics. Els resultats obtinguts van ser diferents segons el cultiu cel·lular, el que implica diferències en la unió receptor-toxina o bé un sistema de regulació complex.

### Transmissió i epidemiologia
Tot i que la llet en pols és l'aliment que ha acaparat més l'atenció de la investigació, aquest bacteri s'ha detectat també en diversos productes alimentaris. Destacant els aliments secs o deshidratats com tè d'herbes o almidons, ja que pot sobreviure en aquestes condicions. El bacteri pot provenir d'una contaminació creuada en el processat de l'aliment o en la seva transformació, o estar causada per una mala manipulació per part de persones portadores.
En els últims anys, s'han detectat múltiples casos i brots causats per aquest bacteri que han afectat diferents països arreu del món. Un d'aquests va tenir lloc el 1979, any en què es va reportar el primer cas de C. sakazakii als EUA, concretament a Geòrgia. Es va ingressar a un nadó amb 30 g menys del pes normal i que s'havia alimentat amb una fórmula de llet en pols. Presentava la simptomatologia típica d'aquesta infecció, en les proves va donar positiu per aquest bacteri i se li van administrar diferents antibiòtics. Una setmana després ja no es detectava el patogen.

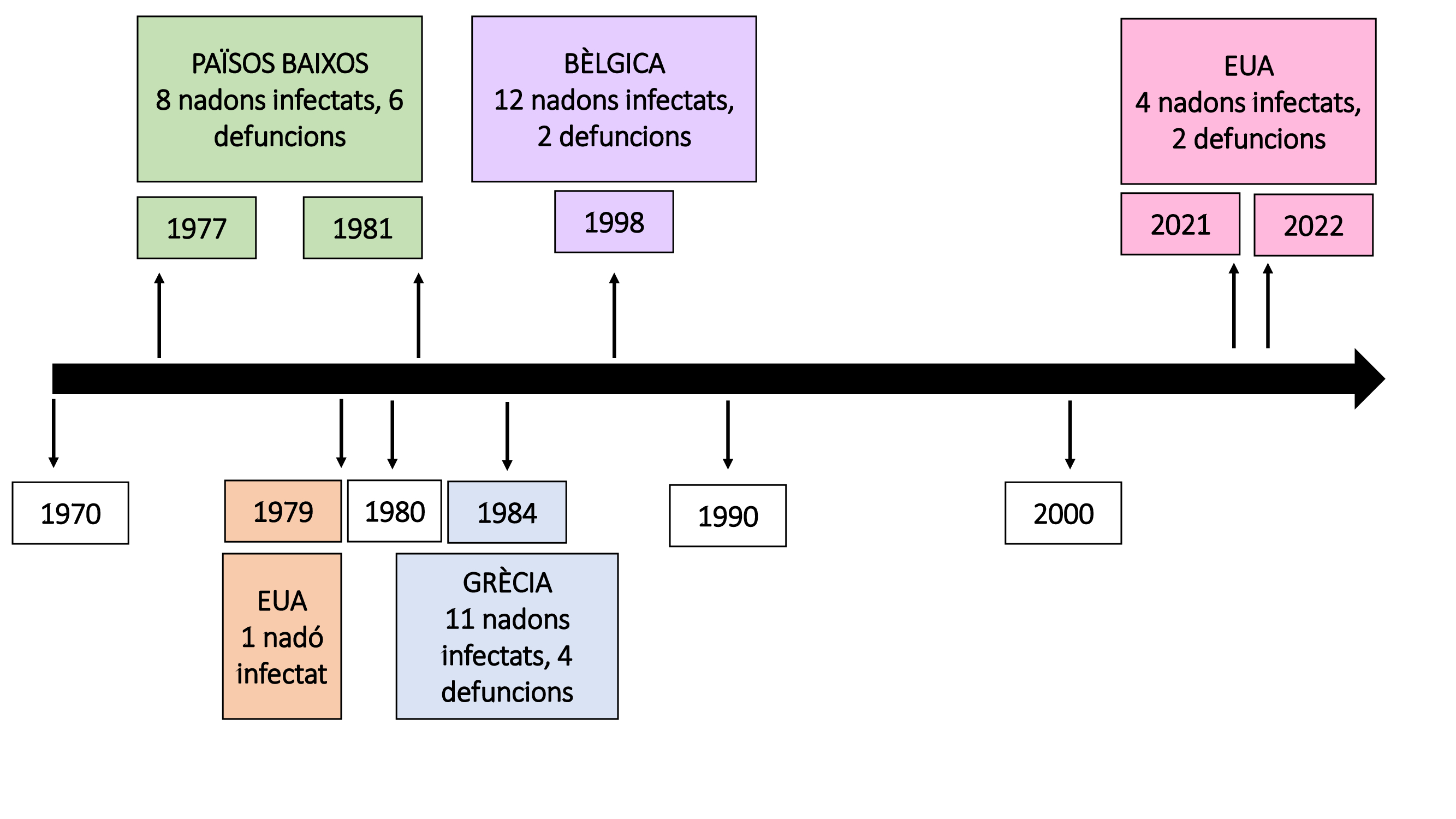
Brots alimentaris registrats més rellevants causats per Cronobacter sakazakii entre 1970 i 2022

Entre els anys 1977 i 1981 es va produir un brot als Països Baixos que va afectar 8 nadons. Aquesta és l'epidèmia més gran reportada en aquest país. Dels 8 nadons infectats, només en van sobreviure dos.
Un altre brot important és el que es va produir a Grècia el 1984. Entre el 10 de setembre i el 17 octubre es van notificar 11 infeccions en nounats per C. sakazakii. Dels 11 pacients només en van sobreviure set.
El 1998 es va documentar el cas més gran causat per aquest bacteri en nadons acabats de néixer. Es van reportar 12 casos per infecció C. sakazakii en nounats a Brussel·les, Bèlgica. Els pacients tenien un pes menor a 2 kg i van ser alimentats amb llet en pols. Van morir dos pacients, els quals eren bessons.
L'últim brot detectat es va donar als Estats Units, concretament als estats de Míchigan, Ohio i Texas, entre el juny de 2021 i l'abril de 2022, que va tenir com a conseqüència l'hospitalització de 4 nounats, dos dels quals van morir. Això va portar a la retirada del mercat dels lots d'aquests productes.

### Simptomatologia
Les infeccions per Cronobacter sakazakii són estranyes, però poden arribar a ser mortals en nounats. Els grups que tenen més risc de patir aquesta infecció són els nounats, els nadons amb menys de dos anys de vida, els nascuts prematurament, els que tenen baix pes per naixement (< 2,5 kg) i els que tenen el sistema immunitari debilitat. El quadre simptomatològic en els nadons inclou bacterièmia, meningitis i enterocolitis necrotitzant.
L'enterocolitis necrotitzant és la malaltia gastrointestinal més freqüent i letal dels nounats prematurs, podent arribar al 50% de mortalitat. Caracteritzada per una destrucció de l'intestí acompanyada d'invasió bacteriana, sepsis (disseminació del bacteri per l'organisme) acabant en la mort. La causa principal és el trencament de les cèl·lules que formen l'epiteli de l'intestí provocant la translocació de bacteris patògens.
De la mateixa manera, quan el bacteri aconsegueix entrar al torrent sanguini és capaç de travessar la barrera hematoencefàlica, entrar al sistema nerviós central i causar una meningitis bacteriana, a més d'altres trastorns neurològics. La meningitis provocada per aquest bacteri pot complicar-se i causar ventriculitis cerebral, abscessos cerebrals i altres complicacions. Normalment, els símptomes comencen amb febre i complicacions per alimentar-se, seguida de plors forts i nivells d'energia baixos. En alguns casos també poden arribar a tenir convulsions.
Els nens que han sobreviscut a aquesta malaltia presenten seqüeles neurològiques greus com abscessos cerebrals, dificultats en el desenvolupament, quadriplegia i deteriorament de la vista i l'audició. Aquests desordres neurològics poden arribar a ser crònics i irreversibles. Cal tenir en compte que la infecció també pot afectar greument a les persones majors de 65 anys i persones immunodeprimides a causa d'alguna malaltia com VIH, per un trasplantament o per càncer. En aquesta població adulta els símptomes inclouen febre, vòmits, diarrea i infeccions urinàries.

### Diagnòstic
Aquesta infecció es diagnostica mitjançant un cultiu en el laboratori. Per detectar el bacteri es poden agafar mostres de sang o líquid cefalorraquidi de pacients que presentin una simptomatologia com meningitis o septicèmia. Es realitza un aïllament en un medi de cultiu estàndard per Enterobacteriaceae i, a continuació, s'agafen diferents aïllats i se sembren en trypticase soy agar, on es fa una selecció de colònies de pigmentació groga, ja que aquest bacteri es caracteritza per formar colònies de color groc brillant. Això es complementa amb una identificació bioquímica utilitzant sistemes miniaturitzats API. Aquest protocol dura aproximadament 5 dies.
Una altra manera d'identificar C. sakazakii és comprovant la presència de l'enzim α-glucosidasa, tot i que aquest enzim no es limita només a aquesta espècie s'ha formulat medis de cultiu cromatogènics que aprofiten aquesta característica identificativa. També es pot detectar el bacteri mitjançant tècniques moleculars com la real time PCR mitjançant el gen 16S del rRNA.
També podem tenir en compte proves hospitalàries complementàries que ajuden en el diagnòstic de possibles complicacions com abscessos cerebrals, acumulació de líquids o ventricles dilatats. Per exemple, les imatges cerebrals amb tomografia computeritzades (TC) en nadons que presenten simptomatologia ens poden ajudar en el diagnòstic.

### Tractament
Anteriorment, aquesta infecció es va tractar amb les combinacions d'antibiòtics d'ampicil·lina-gentamicina o amb ampicil·lina-cloramfenicol. Més endavant es va veure que el bacteri s'havia tornat resistent a l'ampicil·lina. Per això, s'està treballant en altres possibilitats com l'ús de carbapenemics o cefalosporines més noves com a tractament.
El procediment consisteix en, un cop és diagnosticada la infecció per C. sakazakii, tractar, de manera immediata amb antibiòtics d'ampli espectre. No obstant això, també s'ha de fer un antibiograma per detectar el perfil de sensibilitat del bacteri als diferents antibiòtics, ja que s'han detectat soques que són multiresistents. A partir dels resultats obtinguts s'administra el fàrmac més efectiu, normalment per via intravenosa.

### Prevenció
Per prevenir la infecció per aquest bacteri es recomana alletar al nadó sempre que sigui possible, ja que és beneficiós per la seva salut i desenvolupament i, a més, ajuda a prevenir altres tipus d'infeccions. S'ha vist que es notifiquen molt pocs casos de C. sakazakii en els nadons alimentats només de llet materna, les dietes dels quals no està suplementada amb llet en pols. Una altra prevenció important és rentar-se bé les mans amb aigua i sabó abans de preparar el biberó i donar-li al nadó, i abans de tocar-li la cara o el xumet. També s'ha d'intentar mantenir nets i ben guardats els elements relacionats amb la llet de bebè com els biberons o els extractors de llet.
Si es considera alimentar al nadó amb alguna fórmula comercial, es recomana utilitzar una fórmula líquida. Aquestes es produeixen estèrilment de manera que si se segueixen les instruccions de l'etiqueta de consumició, es minimitza molt el risc de contaminació. En canvi, les fórmules de llet en pols no són estèrils i, per tant, pot haver-hi creixement de microorganismes. Si s'usa la fórmula en pols, s'ha de seguir les instruccions de les etiquetes per preparar-la i guardar-la de forma segura per tal d'evitar la contaminació. Per a la preparació de les llets en pols s'ha de bullir l'aigua i després refredar-la uns minuts a una temperatura de 70 °C. Abans d'alimentar al nadó s'ha de deixar refredar la llet fins que arriba a la temperatura corporal.
També es recomana tenir en compte el temps que està preparada la fórmula, ja que només s'hauria de fer servir durant les següents dues hores d'haver-la preparat, i en el cas de tenir restes de llet és millor descartar-la.

## Presència en aliments
Aquest bacteri té gran importància en la indústria alimentària, ja que pot suposar un problema, especialment, en recent nascuts.Cronobacter sakazakii pot sobreviure en diferents tipus d'aliments durant llargs períodes. Aquests aliments es caracteritzen per presentar un baix contingut d'aigua. Normalment, el podem trobar en aliments secs o, fins i tot, deshidratats com per exemple llet en pols i cereals per lactants, té, infusions i aliments deshidratats per règims, entre d'altres. També destaca la seva presència en formatges, carns i alguns productes vegetals, fins i tot, en aliments congelats o fumats. Inclús pot estar present en l'aigua.Pot arribar a estar present en tots aquests aliments fins a 2 anys gràcies a la seva tolerància a la dessecació.No obstant, destaca per estar associat principalment a la llet que es ven en forma de pols i els estris utilitzats per la fabricació d'aquesta.
La contaminació d'aquests productes es produeix normalment durant el seu processament. Les matèries primeres poden estar contaminades o poden entrar en contacte amb superfícies contaminades amb aquest bacteri. A més d'aquesta contaminació, també es poden contaminar els aliments a casa, una vegada s'obren els recipients o en biberons bruts.

### Criteris microbiològics
La presència de microorganismes en els aliments és una de les principals fonts de malalties d'origen alimentari. L'objectiu de la legislació alimentària és assegurar un nivell elevat de protecció de la salut pública. Aquest conjunt de normatives busquen que els nivells de microorgansimes, les seves toxines o metabòlits no sobrepassin límits inacceptables per sobre dels quals es posa es perill la salut humana.
Cronobacter sakazakii es pot trobar present en diferents tipus d'aliments. Destaca, però, la seva presència en la llet en pols per a lactants. Això es deu al fet que aquest bacteri té una incidència patogènica molt predominant, per no dir quasi exclusiva, en nounats, sobretot fins als 6 mesos. És per aquest motiu, que la presència de Cronobacter sakazakii està àmpliament regulada en la producció i vida útil d'aquest producte. La contaminació de la llet en pols es pot donar de manera endògena (es dona en alguna de les fases de producció) o bé exògena (es dona una vegada comercialitzat el producte).
Pel que fa a la elaboració del producte, és molt rellevant aplicar bones pràctiques d'higiene i els sistemes d'autocontrol basats en l'Anàlisi de Perills i Punts de Control Crític (APPCC). En primer lloc, durant el procés de producció, resulta imprescindible assegurar l'absència de Cronobacter sakazakii en "aliments deshidratats per a lactants i aliments diatètics deshidratats destinats a usos mèdics especials per a lactants menors de sis mesos" (ISO/TS 22964). Aquesta absència (exigida en cada 10 grams de mostra, fent 30 mostres per lot) s'ha de mantenir durant tota la vida útil del producte. Dins dels punts crítics de control, resulta imprescindible la supervisió de l'eficiència del tractament tèrmic de la llet, durant el qual tractem d'eliminar o reduir al mínim els microorganismes presents en el producte. Cal assegurar que Cronobacter sakazakii ja no es troba present en el prodcute després d'aquest procediment. Per altra banda, cal assegurar que les superfícies de zones o equips de producció d'aliments deshidratats per a lactants es troben lliures d'enterobacteris en general i Cronobacter sakazakii en particular.
Els criteris microbiològics s'estenen més enllà de la indústria i arriben fins als entorns assistencials i les nostres llars. En aquests entorns, es recomana als consumidors unes bones pràctiques d'higiene, una neteja i correcta esterilització del material de preparació i administració i una disminució del temps que passa entre la preparació del producte i el seu consum. A més, cal fer un us exclusiu del producte durant la seva vida útil, i no després.